# William Cavendish (4e duc de Devonshire)
Pour les articles homonymes, voir William Cavendish.
William Cavendish (baptisé en 1720 – 2 octobre 1764) est un homme d'État britannique du parti whig qui est brièvement Premier ministre du Royaume-Uni (1756–1757) et Lord lieutenant d'Irlande (1755–1757).

## Biographie
Il est le fils aîné de William Cavendish (3e duc de Devonshire), homme politique, et de sa femme Catherine Hoskins (v.1700 – 1777). À partir de 1729, quand son père accède au titre de duc, il est désigné sous le titre de marquis de Hartington.
William Cavendish est élu membre du parlement pour le Derbyshire en 1741 et 1747, mais en 1751 il quitte la Chambre des communes pour la Chambre des lords, où il siège comme baron Cavendish de Hardwick, et entre au Conseil privé. Il est Lord lieutenant d'Irlande (vice-roi) du 2 avril 1755 au 3 janvier 1757, quand son successeur, John Russell, 4e duc de Bedford, entre en fonction.
Après avoir hérité des pairies de son père (principalement le titre de duc de Devonshire), il est fait chevalier de la Jarretière et nommé Premier Lord au Trésor en novembre 1756 (la plupart des historiens considèrent qu’il est Premier ministre pendant ces fonctions) et il est nominalement Premier Lord jusqu'en mai 1757, fonction exercée en réalité par William Pitt l'Ancien. En 1762, il entre au Conseil privé d'Irlande.
Il épouse Charlotte Elizabeth Boyle (en), baronne Clifford (1731-1754), fille et héritière de Richard Boyle, 3e comte de Burlington, célèbre architecte et collectionneur d'art, et de Dorothy Savile Boyle, peintre et mécène. Par elle, les Devonshire héritent de Chiswick House et de Burlington House à Londres ; de l'abbaye de Bolton et de Londesborough Hall (en) dans le Yorkshire ; et du château de Lismore dans le comté de Waterford en Irlande. Le duc emploie Capability Brown pour aménager le jardin et le parc à Chatsworth House, sa résidence principale. Il engage James Paine pour concevoir les nouvelles écuries.

## Mariage et descendance
William Cavendish épouse Charlotte Elizabeth Boyle (1731-1754), baronne Clifford. Ensemble, ils ont quatre enfants :
- William Cavendish (1748-1811), qui lui succède
- Lady Dorothy Cavendish (1750-1794). Mariée à William Cavendish-Bentinck, 3e duc de Portland, qui devient aussi Premier ministre.
- Richard Cavendish (1752-1781)
- George Cavendish (1er comte de Burlington) (1754-1834), créé 1er comte de Burlington (seconde titulature). Son petit-fils, titré 2e comte de Burlington, devait devenir plus tard le 7e duc de Devonshire.

## Titres de la naissance à la mort
- Lord Cavendish of Hardwick (1720-1729)
- Marquis d'Hartington (1729-1741)
- Marquis d'Hartington, membre du Parlement (1741-1751)
- Le très honorable marquis d'Hartington (1751-1755)
- Sa Grâce le duc de Devonshire, CP (1755-1756)
- Sa Grâce le duc de Devonshire, CJ, CP (1756-1764)

## Sources
- (en) Cet article est partiellement ou en totalité issu de l’article de Wikipédia en anglais intitulé « William Cavendish, 4th Duke of Devonshire » (voir la liste des auteurs).